# 塩田末平
塩田 末平（しおた すえひら、1907年（明治40年）2月10日 - 没年不明）は、日本の検察官、弁護士、公証人。元広島地方検察庁検事正。

## 来歴
香川県三豊郡仁尾村（現・三豊市仁尾町）出身。常三郎の二男。旧制香川県立三豊中学校、旧制第六高等学校を経て、東京帝国大学法学部卒業。
1929年（昭和4年）高等文官試験司法科合格。東京帝国大学卒業後、1930年（昭和5年）司法省入省。1931年（昭和6年）松山地方裁判所検事局検事に任官。岡山地方裁判所検事局検事、東京地方裁判所検事局検事に転任。
1941年（昭和16年）外務省に出向。上海領事館検察領事、南京領事館検察領事に就任。1945年（昭和20年）司法省に復帰。高松高等検察庁次席検事、福岡地方検察庁小倉支部長に昇進。
1952年（昭和27年）札幌地方検察庁検事正に昇任。金沢地方検察庁検事正、津地方検察庁検事正、岡山地方検察庁検事正、広島地方検察庁検事正を歴任。白鳥事件（札幌地方検察庁）、名張毒ぶどう酒事件（津地方検察庁）を手掛ける。1964年（昭和39年）検察官退官。公証人を経て、1977年（昭和52年）弁護士登録。

## 人物
金子正則（香川県知事、裁判官）とは、第六高等学校、東京帝国大学の同級生で懇意であった。司法官試補も同期で、裁判官と検察官の別々の道を選択したが、1950年（昭和25年）香川県知事選挙立候補の際、相談に乗って出馬の後押しを行った。
趣味はゴルフ、登山、短歌。宗教は真言宗。香川県三豊郡仁尾町（現・三豊市）在籍で、住所は神奈川県横浜市磯子区汐見台。

## 栄典
- 1977年 - 勲二等瑞宝章

## 家族
塩田家
- 妻[1]
- 長女[1]
- 二女[1]
- 三女[1]